# Karin Hemmingsson
Karin Ingeborg Hemmingsson, född 15 mars 1954 i Marieby församling, Brunflo landskommun, Jämtland, är en svensk sångtextförfattare.
Vid 1990-talets slut blev hon, efter att ha arbetat som charkdiskbiträde, Sverige-berömd med dansbandslåtar som "Kan man älska nå'n på avstånd" vilken låg på Svensktoppen under 37 veckor 1998, "Våran lilla hemlighet" och "Livet går ej i repris", vilka spelades in av Vikingarna. Hon har också medverkat  i dansbandsprogram i SR Jämtland.

## Låtar skrivna av Karin Hemmingsson
- "Kan man älska nå'n på avstånd" (tonsatt av Tommy Andersson)

### Fotnoter
1. ↑  Karin Hemmingsson på Svensk Filmdatabas
2. ↑  ”Intervju med Karin Hemmingson”. http://www.stim.se/sv/PRESS/Intervjuer/Karin-Hemmingsson/.
3. ↑  ”STIM”. http://www.stim.se/sv/OM-STIM/Stims-historia/. Läst 25 april 2011.